# Frammegården
Frammegården är en hembygdsgård belägen i Skillingmark, Eda kommun i Värmlands län. Frammegården beskrivs som ett av Sveriges mest hemsökta platser och besöks årligen av gäster som får möjligen till att övernatta där. Flera offentliga personer har besökt platsen; däribland paret Jocke & Jonna som i sin tv-serie Spökjakt övernattar på gården. Efter deras första besök 2017 har intresset för gården ökat och är ofta fullbokat.

## Historia
Enligt legenden ska gården vila på en avrättningsplats där kvinnor avrättades under de omfattande häxprocesserna under 1600-talet. Den nuvarande byggnaden byggdes på 1700-talet under gårdsnamnet "Bön". Under andra halvan av 1800-talet ägdes gården av nämndemannen Erik Nilsson (1815-1889). Han hade ärvt gården av sina föräldrar. 1865 avled två av barnen; Kerstin och Nils. Enligt legenden stängdes de båda barnen in i ett rum på vinden där de svalt ihjäl. Enligt död- och begravningsboken för Skillingmark avled Kerstin (4 år) och Nils (2 år) av difteri. De begravdes vid kyrkogården i Skillingmark, och blev alltså inte begravda i källaren som sägnen berättar.
På 1940-talet dog gårdens sista privata ägare Kerstin Eriksson. Hon hade ärvt gården av sina föräldrar. Enligt testamentet önskade hon att Frammegården ska förvaltas som en hembygdsgård av Skillingmarks hembygdsförening.